# 우에스기 쓰나노리
우에스기 쓰나노리(일본어: 上杉綱憲, 1663년 11월 27일 ~ 1704년 7월 3일)는 에도 시대의 다이묘로, 요네자와번의 4대 번주이다. 충신장을 다룬 드라마, 영화 등에서 자주 등장한다. 교학 진흥을 행하여, 나중에 번교 흥양관(興譲館)이 되는 성당(聖堂:옛 성현을 모신 사당), 학문소 등을 설립했으나, 번의 재정을 악화시켰다. 어릴적 이름과 통칭은 기라 가문 시절에는 산노스케(三之助), 우에스기 가문에 양자로 들어간 뒤로는 기헤이지(喜平次)이다.

## 생애
간분 3년(1663년) 10월 28일, 기라 요시히사의 맏아들로 태어났다. 어머니는 요네자와 번의 2대 번주 우에스기 사다카쓰의 넷째 딸인 우에스기 도미코이다. 간분 4년(1664년) 윤 5월 10일, 요네자와 번의 3대 번주 우에스기 쓰나카쓰가 후사 없이 급사하자, 우에스기 가문과 요네자와 번은 소멸될 위기에 처했으나, 호시나 마사유키의 계책으로, 요시히사와 도미코 사이의 갓태어난 아이 산노스케를 후계자로 하여 가문의 존속을 허락받았다. 산노스케는 '우에스기 기헤이지 가게노리(上杉喜平次景倫)'라 이름을 바꾸었다. 6월 5일, 정식으로 우에스기 가문의 당주가 되었는데, 당시 2세였던 그를 다케마타 요시히데와 나카조 도모스케(中条知資) 등이 보좌하였다. 그러나 말기양자에 의한 상속의 대가로 영지 30만 석 중 절반인 15만 석이 삭감되어, 시노부 군, 다테군을 몰수당하면서 우에스기 번 영지는 오키타마 군만이 남았다. 이후 우에스기 가문은 심각한 재정 핍박에 시달리게 된다.
7월 11일, 연소한 기헤이지를 대신하여 가신들이 사례하기 위하여 4대 쇼군 도쿠가와 이에쓰나에게 나아가 선물을 헌상했다. 그리고 간분 8년(1668년) 8월 25일, 기헤이지 자신이 비로소 쇼군을 알현하였고, 엔포 3년(1675년) 11월 23일에는 쇼군 이에쓰나의 어전에서 원복식을 거행하고, 이에쓰나(家綱)의 편휘를 받아 쓰나노리(綱憲)로 개명하고, 종4위하, 시종, 단조다이히쓰(弾正大弼)에 서임되었다. 엔포 6년(1678년), 고산케의 하나인 기이 번주 도쿠가와 미쓰사다의 딸 하루히메(栄姫)와 결혼하였다. 엔포 7년(1679년) 4월 21일, 처음으로 봉지 요네자와에 가는 것을 허락받았다. 덴나 원년(1681년) 4월 19일, 신임 쇼군 도쿠가와 쓰나요시로부터 유키미쓰의 칼(行光の刀)을 하사받았다. 겐로쿠 2년(1689년) 11월, 원래 본가인 기라 가문에 후계자가 없어지자, 둘째 아들 하루치요(春千代, 훗날의 기라 요시치카)를 친아버지 요시히사에게 양자로 보냈다. 이러한 이중 삼중의 친척 관계로 인해 기라 가문과 우에스기 가문은 더욱 친밀한 관계가 되었고, 기라 가문에서 소비하는 돈을 우에스기 가문에서 원조하거나 보태는 등의 일도 잦아졌다.

## 번의 통치
번의 통치에 있어서는 교학 진흥, 풍속 통제, 역직 정비, 역사 편찬 등 문치 정치에 힘썼다. 풍기 단속은 엄벌로 대처했고, 쓰나노리의 치세 중 집안의 부정으로 후다이(譜代) 가신들이 추방당하는 경우가 많았고, 덴나 3년(1683년)에는 영내에 도박한 자를 사형에 처한다는 법령을 공표했다.
겐로쿠 5년(1692년)에는 타 영지와의 경계에 세워진 5개소의 진야 성주 대행을 '역옥장(役屋將)'으로 개정하였다.
겐로쿠 10년(1697년) 6월 15일, 요네자와 번학관의 시초인 성당, 학문소를 번의 유학자 겸 의사인 야오이타 산인의 자택에 건설하여, 성당 편액을 '감린전(感麟殿)'이라 하였다. 또한 우에스기 겐신과 우에스기 가게카쓰의 연보를 완성시켰다.
그러나 겐로쿠 11년(1698년) 6월, 시오노 비사문당(塩野毘沙門堂)과 젠린 사(禅林寺)의 문수당(文殊堂) 등 신사, 사찰의 대수리, 앞서 서술된 학문소와 요네자와 성 혼마루 고쇼인(御書院), 니노마루의 고부타이(御舞台), 아자부의 저택 신축 등 건설 사업과 산킨코타이를 화려하게 하였고, 호화로운 노 예능을 행하는 등의 사치로 인해, 영지 감소로 어려워진 번의 재정을 더욱 악화시켰다. 이 때문에 번의 군용 자금을 일반 재정에 유용하게 되었다. 게다가 이런 재정 상태로 기라 가문을 원조해주고 있었기 때문에 이는 비난의 표적이 되었다.

## 아코 사건
겐로쿠 14년(1701년) 3월 14일, 에도 성 내에서 기라 요시히사가 아코번주 아사노 나가노리에 의해 부상을 입는 사건이 발생했다. 이 사건 이후 쓰나노리는 친어머니 도미코를 저택으로 모셔갔다. 이듬해인 15년(1702년) 12월 14일, 아코 번의 번사들이 기라의 저택을 습격하는 아코 사건이 발생했다. 이때 쓰나노리는 아버지에게 원군을 보내려 하였으나, 하타케야마 요시야스(畠山義寧)가 로주로부터 출병 중지 명령을 전달하였기 때문에 어쩔 수 없이 중지하였다. 하지만 이 사정을 모르는 일반 서민들은 아코 번사들의 침입 이후 어떤 행동도 하지 않은 요네자와 번의 태도를 비난했고, 우에스기 가문의 명성은 추락했다.

## 말년
겐로쿠 16년(1703년) 8월 21일, 병 때문에 은거하면서 적자인 우에스기 요시노리에게 가문을 계승하게 하였다. 이듬해인 호에이 원년(1704년) 6월 2일, 42세의 나이로 사망하였다.

## 족보
|  |                            |  |  |  |  |  |  |  |  |  |  |  |  |  |  |  |
|  | 고조부 기라 요시사다       |  |  |  |  |  |  |  |  |  |  |  |  |  |  |  |
|  |                            |  |  |  |  |  |  |  |  |  |  |  |  |  |  |  |
|  |                            |  |  |  |  |  |  |  |  |  |  |  |  |  |  |  |
|  | 증조부 기라 요시미쓰       |  |  |  |  |  |  |  |  |  |  |  |  |  |  |  |
|  |                            |  |  |  |  |  |  |  |  |  |  |  |  |  |  |  |
|  |                            |  |  |  |  |  |  |  |  |  |  |  |  |  |  |  |
|  | 고조모 이마가와씨          |  |  |  |  |  |  |  |  |  |  |  |  |  |  |  |
|  |                            |  |  |  |  |  |  |  |  |  |  |  |  |  |  |  |
|  |                            |  |  |  |  |  |  |  |  |  |  |  |  |  |  |  |
|  | 조부 기라 요시후유         |  |  |  |  |  |  |  |  |  |  |  |  |  |  |  |
|  |                            |  |  |  |  |  |  |  |  |  |  |  |  |  |  |  |
|  |                            |  |  |  |  |  |  |  |  |  |  |  |  |  |  |  |
|  | 고외조부 이마가와 노리모치 |  |  |  |  |  |  |  |  |  |  |  |  |  |  |  |
|  |                            |  |  |  |  |  |  |  |  |  |  |  |  |  |  |  |
|  |                            |  |  |  |  |  |  |  |  |  |  |  |  |  |  |  |
|  | 증조모 이마가와씨          |  |  |  |  |  |  |  |  |  |  |  |  |  |  |  |
|  |                            |  |  |  |  |  |  |  |  |  |  |  |  |  |  |  |
|  |                            |  |  |  |  |  |  |  |  |  |  |  |  |  |  |  |
|  | 고외조모 기라씨            |  |  |  |  |  |  |  |  |  |  |  |  |  |  |  |
|  |                            |  |  |  |  |  |  |  |  |  |  |  |  |  |  |  |
|  |                            |  |  |  |  |  |  |  |  |  |  |  |  |  |  |  |
|  | 부친 기라 요시히사         |  |  |  |  |  |  |  |  |  |  |  |  |  |  |  |
|  |                            |  |  |  |  |  |  |  |  |  |  |  |  |  |  |  |
|  |                            |  |  |  |  |  |  |  |  |  |  |  |  |  |  |  |
|  | 고외조부 사카이 다다토시   |  |  |  |  |  |  |  |  |  |  |  |  |  |  |  |
|  |                            |  |  |  |  |  |  |  |  |  |  |  |  |  |  |  |
|  |                            |  |  |  |  |  |  |  |  |  |  |  |  |  |  |  |
|  | 증외조부 사카이 다다요시   |  |  |  |  |  |  |  |  |  |  |  |  |  |  |  |
|  |                            |  |  |  |  |  |  |  |  |  |  |  |  |  |  |  |
|  |                            |  |  |  |  |  |  |  |  |  |  |  |  |  |  |  |
|  | 고외조모 스즈키씨          |  |  |  |  |  |  |  |  |  |  |  |  |  |  |  |
|  |                            |  |  |  |  |  |  |  |  |  |  |  |  |  |  |  |
|  |                            |  |  |  |  |  |  |  |  |  |  |  |  |  |  |  |
|  | 조모 사카이씨              |  |  |  |  |  |  |  |  |  |  |  |  |  |  |  |
|  |                            |  |  |  |  |  |  |  |  |  |  |  |  |  |  |  |
|  |                            |  |  |  |  |  |  |  |  |  |  |  |  |  |  |  |
|  | 우에스기 쓰나노리          |  |  |  |  |  |  |  |  |  |  |  |  |  |  |  |
|  |                            |  |  |  |  |  |  |  |  |  |  |  |  |  |  |  |
|  |                            |  |  |  |  |  |  |  |  |  |  |  |  |  |  |  |
|  | 외고조부 나가오 마사카게   |  |  |  |  |  |  |  |  |  |  |  |  |  |  |  |
|  |                            |  |  |  |  |  |  |  |  |  |  |  |  |  |  |  |
|  |                            |  |  |  |  |  |  |  |  |  |  |  |  |  |  |  |
|  | 외증조부 우에스기 가게카쓰 |  |  |  |  |  |  |  |  |  |  |  |  |  |  |  |
|  |                            |  |  |  |  |  |  |  |  |  |  |  |  |  |  |  |
|  |                            |  |  |  |  |  |  |  |  |  |  |  |  |  |  |  |
|  | 외고조모 센토인            |  |  |  |  |  |  |  |  |  |  |  |  |  |  |  |
|  |                            |  |  |  |  |  |  |  |  |  |  |  |  |  |  |  |
|  |                            |  |  |  |  |  |  |  |  |  |  |  |  |  |  |  |
|  | 외조부 우에스기 사다카쓰   |  |  |  |  |  |  |  |  |  |  |  |  |  |  |  |
|  |                            |  |  |  |  |  |  |  |  |  |  |  |  |  |  |  |
|  |                            |  |  |  |  |  |  |  |  |  |  |  |  |  |  |  |
|  | 외외고조부 요쓰쓰지 긴토   |  |  |  |  |  |  |  |  |  |  |  |  |  |  |  |
|  |                            |  |  |  |  |  |  |  |  |  |  |  |  |  |  |  |
|  |                            |  |  |  |  |  |  |  |  |  |  |  |  |  |  |  |
|  | 외증조모 게이간인          |  |  |  |  |  |  |  |  |  |  |  |  |  |  |  |
|  |                            |  |  |  |  |  |  |  |  |  |  |  |  |  |  |  |
|  |                            |  |  |  |  |  |  |  |  |  |  |  |  |  |  |  |
|  | 모친 바이레이인            |  |  |  |  |  |  |  |  |  |  |  |  |  |  |  |
|  |                            |  |  |  |  |  |  |  |  |  |  |  |  |  |  |  |
|  |                            |  |  |  |  |  |  |  |  |  |  |  |  |  |  |  |
|  | 외외증조부 사이토 모토모리 |  |  |  |  |  |  |  |  |  |  |  |  |  |  |  |
|  |                            |  |  |  |  |  |  |  |  |  |  |  |  |  |  |  |
|  |                            |  |  |  |  |  |  |  |  |  |  |  |  |  |  |  |
|  | 외조모 쇼젠인              |  |  |  |  |  |  |  |  |  |  |  |  |  |  |  |
|  |                            |  |  |  |  |  |  |  |  |  |  |  |  |  |  |  |
|  |                            |  |  |  |  |  |  |  |  |  |  |  |  |  |  |  |

| 전임 우에스기 쓰나카쓰 | 제4대 요네자와번 번주 1664년 ~ 1703년 | 후임 우에스기 요시노리 |